# Marksburg
Marksburg (do roku 1437 zvaný Braubach) je německý hrad nad městem Braubach. Jako jediná neporušená obranná stavba na Rýnu reprezentuje život na hradech od 13. století. Jeho architektonický charakter dokumentuje stavitelský vývoj trvající více než 700 let: stavbě nechybí cimbuří, hradby, bašta ani hradní příkop. Ve středověku bylo opevnění hradu postupně zesilováno a doplněno palnými zbraněmi. V dobách míru býval Marksburg využíván jako státní věznice, od roku 1930 je pak sídlem Německého spolku hradů. Stavba je zároveň pod ochranou UNESCO.